# Discografia dei Sun
Questa pagina raccoglie la discografia dei The Sun, gruppo musicale italiano fino al 2009 conosciuto come Sun Eats Hours.
Dal 1997 la band ha realizzato otto album in studio, un album dal vivo, due album di cover (di cui uno split), due raccolte, un EP, un promo, una demo, ventotto singoli e ventitré video musicali.

## Sun Eats Hours
Come Sun Eats Hours il gruppo ha composto quattro album in studio (più una ristampa), uno split di cover, una raccolta, un EP, un promo, una demo, quattro singoli e cinque video musicali. Tutti i lavori del gruppo sono autoprodotti. Ha inoltre preso parte a numerose compilation pubblicate da etichette discografiche ed è stata inserita in svariati sampler di riviste specializzate della scena punk rock. La band ha venduto più di venticinquemila copie di CD.

### Album in studio
Dei quattro album in studio Tour All Over e The Last Ones sono stati distribuiti in versioni differenti a livello internazionale.
| Titolo           | Dettagli                                                                                             |
| ---------------- | --- |
| Don't Waste Time | - Pubblicato: novembre 2000 - Etichetta: Agitato Records - Formati: CD                               |
| Will             | - Pubblicato: 14 marzo 2002 - Etichetta: Agitato Records (AGT 018) - Formati: CD                     |
| Tour All Over    | - Pubblicato: 28 marzo 2003 - Etichetta: Rude Records (RDR 011) - Formati: CD, download digitale     |
| The Last Ones    | - Pubblicato: 12 settembre 2005 - Etichetta: Rude Records (RDR 021) - Formati: CD, download digitale |

#### Ristampe
| Titolo            | Dettagli                                                                                          |
| ----------------- | ------------------------------------------------------------------------------------------------- |
| Don't Waste Time! | - Pubblicato: settembre 2005 - Etichetta: Rude Records (RDR 019) - Formati: CD, download digitale |

### Split di cover
La band ha realizzato uno split di cover insieme ai giapponesi Nicotine, pubblicato in Europa per Rude Records e in Giappone sotto la Sky Records.
| Titolo          | Dettagli |
| --------------- | --- |
| Metal Addiction | Japanese Edition (Nicotine x Sun Eats Hours) - Pubblicato: 15 novembre 2006 - Etichetta: Sky Records (SKYR-0090) - Formati: CD |
| Metal Addiction | European Edition (Sun Eats Hours vs Nicotine) - Pubblicato: 23 novembre 2006 - Etichetta: Rude Records (RDR 029) - Formati: CD |

### Raccolte
| Titolo    | Dettagli |
| --------- | --- |
| Ten Years | Japanese Edition - Pubblicato: 6 settembre 2007 - Etichetta: Flight Records (FRT-0001) - Formati: CD                    |
| Ten Years | European Edition - Pubblicato: 9 maggio 2008 - Etichetta: Rude Records (RDR 038) - Formati: CD + DVD, download digitale |

### EP
| Titolo         | Dettagli                                                             |
| -------------- | -------------------------------------------------------------------- |
| Endless Desire | - Pubblicato: 2005 - Etichetta: Rude Records (RDR 023) - Formati: CD |

### Promo
| Titolo                | Dettagli                                                   |
| --------------------- | ---------------------------------------------------------- |
| Trying to Get a Label | - Pubblicato: 2000 - Etichetta: autoprodotto - Formati: CD |

### Demo
La demo, registrata nel 1999, è il primo lavoro del gruppo e ha venduto mille copie.
| Titolo       | Dettagli                                                   |
| ------------ | ---------------------------------------------------------- |
| Suneatshours | - Pubblicato: 1999 - Etichetta: autoprodotto - Formati: CD |

### Singoli
| Titolo                | Anno | Album di provenienza |
| --------------------- | ---- | -------------------- |
| Tour All Over         | 2003 | Tour All Over        |
| September 2001        | 2004 | Tour All Over        |
| Endless Desire        | 2005 | The Last Ones        |
| Rain (cover dei Cult) | 2006 | Metal Addiction      |

### Apparizioni in compilation
| Brano               | Anno | Album                                      |
| ------------------- | ---- | ------------------------------------------ |
| Tiddlywinks         | 2000 | Punk Generation vol.1                      |
| Dazed               | 2001 | Punkadeka: The Compilation                 |
| Ordinary Discussion | 2002 | Punk Generation vol.2                      |
| Dazed               | 2002 | Vibrazioni violente vol.1                  |
| Police Man          | 2002 | Punk e contaminazioni vol.1                |
| Spain               | 2003 | Anti-Tour - The Combat Compilation         |
| That Day            | 2003 | Ska Punka 2                                |
| Dazed               | 2003 | Things Could Be Worse                      |
| September 2001      | 2005 | Blank TV World video DVD                   |
| Cracked Circle      | 2006 | Indiebox Compilation vol.1: Punk Riot      |
| My Prayer           | 2006 | Six Strings Revolution vol.1               |
| Faded Away          | 2006 | The Eastpak Antidote Tour Compilation 2006 |
| Letters to Lucilio  | 2007 | Loser Heroes Never Die                     |
| The Level           | 2007 | Think Punk Vol. 1                          |
| Endless Desire      | 2007 | Rock The Spot Vol. 1                       |
| Ten Years           | 2009 | Pop Punk Loves You 4                       |

### Videografia
Video musicali
La band ha realizzato cinque videoclip, uno per ogni singolo che ha pubblicato più un video per Sucker.
| Titolo         | Anno | Regista                      |
| -------------- | ---- | ---------------------------- |
| Tour All Over  | 2002 | Maxx Monopoli Mirco Monopoli |
| September 2001 | 2003 | Stefano Bertelli             |
| Endless Desire | 2005 | Stefano Bertelli             |
| Sucker         | 2006 | N.D.                         |
| Rain           | 2007 | Stefano Bertelli             |

## The Sun
Come The Sun il gruppo ha composto quattro album in studio, una raccolta, un album di cover, venticinque singoli e diciotto video musicali.

### Album in studio
| Titolo           | Dettagli | Classifica ITA |
| ---------------- | --- | -------------- |
| Spiriti del Sole | - Pubblicato: 22 giugno 2010 - Etichetta: RCA/Sony Music (88843015272) - Formati: CD, download digitale, streaming                  | —              |
| Luce             | - Pubblicato: 12 giugno 2012 - Etichetta: RCA/Sony Music (88725422432) - Formati: CD, download digitale, streaming                  | 78             |
| Cuore aperto     | - Pubblicato: 16 giugno 2015 - Etichetta: The Sun - Formati: CD, download digitale, streaming                                       | 21             |
| Qualcosa di vero | - Pubblicato: 5 dicembre 2022 (fisico), 10 marzo 2023 (digitale) - Etichetta: La Gloria - Formati: CD, download digitale, streaming | —              |

### Album dal vivo
| Titolo                                    | Dettagli                                                                                        |
| ----------------------------------------- | ----------------------------------------------------------------------------------------------- |
| Grazie per tutta la Luce – Live in Assisi | - Pubblicato: 18 dicembre 2023 - Etichetta: The Sun - Formati: CD; download digitale, streaming |

### Album di cover
| Titolo            | Dettagli                                                                        |
| ----------------- | ------------------------------------------------------------------------------- |
| Espíritus del Sol | - Pubblicato: 22 gennaio 2019 - Etichetta: The Sun - Formati: download digitale |

### Singoli
| Titolo                                                                                             | Anno | Album di provenienza      |
| -------------------------------------------------------------------------------------------------- | ---- | ------------------------- |
| 1972                                                                                               | 2010 | Spiriti del Sole          |
| Non ho paura                                                                                       | 2010 | Spiriti del Sole          |
| Hasta la muerte                                                                                    | 2011 | Spiriti del Sole          |
| Onda perfetta                                                                                      | 2012 | Luce                      |
| Sogno dei miei sogni                                                                               | 2012 | Luce                      |
| Outsider                                                                                           | 2013 | Luce                      |
| Le case di Mosul                                                                                   | 2015 | Cuore aperto              |
| Il mio miglior difetto                                                                             | 2016 | Cuore aperto              |
| Le opportunità che ho perso                                                                        | 2016 | Cuore aperto              |
| 20                                                                                                 | 2017 | 20                        |
| Lettera da Gerusalemme                                                                             | 2020 | Qualcosa di vero          |
| Un buon motivo per vivere                                                                          | 2020 | Qualcosa di vero          |
| Appunti verso la fine del mondo                                                                    | 2020 | —                         |
| Mi mejor defecto/The Best of All My Flaws (feat. Luca Fiore)/Mon milleur défaut (feat. Luca Fiore) | 2021 | —                         |
| La mia legge di attrazione                                                                         | 2022 | Qualcosa di vero          |
| Io mi arrendo (cover di I Surrender degli Hillsong United)                                         | 2022 | Qualcosa di vero          |
| Voglio qualcosa di vero                                                                            | 2022 | Qualcosa di vero          |
| Tutto quel che ho                                                                                  | 2022 | Qualcosa di vero          |
| Ostinato e controcorrente                                                                          | 2023 | Qualcosa di vero          |
| Gioia piena                                                                                        | 2023 | Qualcosa di vero (Deluxe) |
| Senza te non si può fare (feat. Angelo Maugeri)                                                    | 2024 | —                         |
| Coraggio                                                                                           | 2025 | TBA                       |
| La via dell'amore                                                                                  | 2025 | TBA                       |

### Apparizioni in compilation
| Brano                                  | Anno | Album                        |
| -------------------------------------- | ---- | ---------------------------- |
| Want You Bad (cover dei The Offspring) | 2016 | PGA - If the Kids Are United |

### Videografia
Video musicali
| Titolo                             | Anno | Regista                            |
| ---------------------------------- | ---- | ---------------------------------- |
| 1972                               | 2010 | Gaetano Morbioli                   |
| Non ho paura                       | 2010 | Gabriele Paoli                     |
| Hasta la muerte                    | 2011 | Maurizio Baggio                    |
| Onda perfetta                      | 2012 | Gaetano Morbioli                   |
| Outsider                           | 2013 | Maurizio Baggio                    |
| Le case di Mosul                   | 2015 | Andrea Scorzoni                    |
| Il mio miglior difetto             | 2016 | Marco Donazzan                     |
| Le opportunità che ho perso        | 2016 | Marco Donazzan                     |
| 20                                 | 2017 | Silvia Dalle Carbonare             |
| Outsider (versión española)        | 2019 | Maurizio Baggio                    |
| Lettera da Gerusalemme             | 2020 | N.D.                               |
| Un buon motivo per vivere (lyric)  | 2020 | N.D.                               |
| Appunti verso la fine del mondo    | 2020 | Maurizio Baggio                    |
| La mia legge di attrazione (lyric) | 2022 | N.D.                               |
| Io mi arrendo (lyric)              | 2022 | N.D.                               |
| Tutto quel che ho (lyric)          | 2023 | N.D.                               |
| Senza te non si può fare           | 2024 | Damiano Ferrari, Francesco Lorenzi |
| Coraggio                           | 2025 | Luca Marcello Adami                |